# Can Bofarull (Mataró)
Can Bofarull és una masia de Mataró (Maresme) protegida com a bé cultural d'interès local.

## Descripció
Masia de planta baixa, pis i golfes. En el cos original s'observa a la façana principal, el portal de pedra amb arc escarser i dues finestres laterals, al primer pis un balcó en voladís i dos balcons reculats seguint el pla de façana. Al damunt tres finestres de ventilació de les golfes. Posteriorment s'hi afegiren fos cossos laterals amb arcs de mig punt que remarquen l'horitzontalitat de l'edifici. Dins l'annexa de llevant hi ha el safareig cobert amb una volta d'aresta romana. El safareig és cilíndric i pintat de color blau.
La composició de la façana principal es repeteix amb algunes variables a la resta de la façana de l'edifici.
Dins del recinte de la finca hi ha restes romanes.